# Amati-Ensemble München
Amati Ensemble München – orkiestra smyczkowa założona w 1990 roku przez węgierskiego dyrygenta Attilę Balogha. Od 2012 roku głównym dyrygentem i dyrektorem artystycznym jest Jan Pogány.
Międzynarodowa orkiestra z siedzibą w Monachium stała się wiodącą profesjonalną orkiestrą smyczkową w Europie. Repertuar zespołu obejmuje głównie utwory skomponowane wyłącznie na smyczki. Repertuar znacznie rozszerzył się ze względu na współpracę gościnnych solistów instrumentalnych, śpiewaków i grup chóralnych. Orkiestra występowała w najbardziej renomowanych salach koncertowych Europy i nagrała wiele płyt CD w renomowanych wytwórniach nagraniowych.